# Gil Bala
Gil Bala, właśc. Josemar dos Santos Silva (ur. 18 października 1980) – brazylijski piłkarz występujący na pozycji napastnika.

## Kariera piłkarska

### Kariera klubowa
Pierwszy trenerem był jego ojciec Santino Bentos da Silva. W wieku 14 lat zaproszony do klubu Matsubara. W 1998 rozpoczął karierę piłkarską we Fluminense FC. W czerwcu 2000 wyjechał do Szwajcarii, gdzie bronił barw klubu Yverdon-Sport FC. W 2004 przez problemy finansowe szwajcarskiego klubu powrócił do Brazylii, do Fluminense FC, klubu w którym występował przed wyjazdem, ale zagrał tylko w dwóch meczach. W 2005 został zaproszony do belgijskiego klubu Germinal Beerschot. W listopadzie 2006 przeszedł do Stali Ałczewsk. W pierwszym że meczu w koszulce Stali strzelił hat-tricka do bramki Metałurha Donieck (3:0). Latem 2007 podpisał 3-letni kontrakt z klubem Arsenał Kijów.